# Ян Шидляк
Ян Мар'ян Шидляк (пол. Jan Marian Szydlak; 24 листопада 1925, Семяновиці-Шльонські — 13 вересня 1997, там же) — польський політик і державний діяч часів ПНР, у 1970—1980 роках — член Політбюро ЦК ПОРП, у 1974—1980 роках — віцепрем'єр, у 1980 році — керівник офіційних профспілок. Один з найближчих сподвижників Едварда Герека. Відсторонений від влади страйковим рухом 1980 року. Під час воєнного стану інтерновано разом з Гереком.

## Апаратна кар'єра
Народився у робітничій сім'ї з Верхньої Сілезії. Під час німецької окупації у п'ятнадцятирічному віці відправлено на примусові роботи до Німеччини. Потім повернуто до Польщі і до 1945 року працював слюсарем на металургійному заводі у Свентохловиці.
Після війни Ян Шидляк вступив до урядущої компартії ПРП, з 1948 року — ПОРП. У 1951 році закінчив партійну школу при ЦК ПОРП. Перебував у Щецинському та Катовицькому (Сталіногрудському) воєводських комітетах ПОРП, завідував відділом пропаганди та був регіональним секретарем у Катовицях. У 1960—1968 роках — перший секретар Познанського воєводського комітету ПОРП. З 1964 року — член ЦК, з 1968 року — кандидат у члени Політбюро та секретар ЦК ПОРП. У 1961—1980 роках — депутат сейму ПНР.
На партійних посадах Шидляк неухильно проводив у життя вказівки керівництва за Болеслава Берута та Владислава Гомулки. Під час робітничих протестів грудня 1970 року Шидлак з тривогою говорив про створену страйкарями «Щецинську республіку» та підтримував заходи придушення, хоча не належав до ініціаторів й організаторів насильства.

## Сподвижник Герека

### Інтриги
Грудневі події призвели до відставки Гомулки. Новим першим секретарем ЦК ПОРП став Едвард Герек. На тому ж засіданні ЦК 20 грудня 1970 року Яна Шидляка кооптовано до складу Політбюро. У наступне десятиліття Шидляк був одним з найближчих сподвижників Герека (поряд з такими діячами як Здзислав Грудзень, Єжи Лукашевич, Тадеуш Вжащик, Едвард Бабюх).
У 1971 Шидляк разом з Бабюхом зіграв важливу роль в інтризі, яка відсунула головного конкурента Герека Мечислава Мочара з партійно-державного керівництва на другорядну посаду у Верховній контрольній палаті. У 1974—1975 роках Грудзень, Бабюх і Шидляк організували усунення іншого суперника Герека — Францишека Шляхцица. 12 грудня 1975 року на пресконференції за підсумками VII з'їзду ПОРП саме Шидляк назвав висновок Шляхцица з Політбюро «результатом соціалістичної демократії».

### Ідеологія
Перші роки «ери Герека» Ян Шидляк займався ідеологічним напрямом. У лютому 1971 року Герек доручив Шидляку головування в комісії з розслідування грудневих подій (висновок був витриманий у примирливих тонах). Перебував у керівництві Фронту єдності народу. З 1974 до 1980 рік — голова Товариства польсько-радянської дружби.
У грудні 1972 року Ян Шидляк брав участь у врегулюванні конфліктної ситуації з польським туризмом у НДР. Внаслідок відкриття польсько-східнонімецького кордону громадяни ПНР, які приїжджали до Східного Берліна, порушували правила торгівлі, вступали у зіткнення з місцевими жителями. Ситуація обговорювалася на спеціальній зустрічі очільників урядів — Віллі Штофа та Петра Ярошевича. У складі делегацій були поряд з кураторами економіки партійні ідеологи — Герман Аксен і Ян Шидляк. Вони домовлялися про «роз'яснювальну роботу з туристами», упорядкування групових екскурсій, організацію зустрічей представників трудових колективів.
Політика Шидляка відображала пом'якшення ідеологічного контролю над суспільством, обережне відкриття Польщі для західної культури, перенесення акцентів пропаганди на професіоналізм й ефективність: курс характерний для гереківського правління загалом. Але «лібералізм» Шидляка був більш ніж відносним. Він не мав усвідомленого інтересу до реформізму чи єврокомунізму (як, наприклад, Анджей Верблан й активісти «горизонтальних структур»). Курс гереківської лібералізації проводив з суто прагматичних міркувань. Шидляка, як правило, не відносять до «партійного бетону», але його погляди були цілком ортодоксальні.

### Економіка
У 1976 році Ян Шидляк перемикнувся на економічне керівництво. Відіграв значну роль у заявленому підвищенні цін, що призвело до червневих масових протестів. Саме Шидляку дзвонив із Радома під тиском демонстрантів перший секретар воєводського комітету Януш Прокоп'як з проханням скасувати ухвалене рішення. Шидляк відповів, що це неможливо. Прокоп'як приховав отриману відповідь і таємно відступив. Обурені протестувальники спалили будівлю воєводського комітету ПОРП. Рішення про ціни довелося якщо не скасувати прямо, то поставити на паузу.
У грудні 1976 року Шидляка призначено заступником голови Радміну Петра Ярошевича. У цьому статусі Шидляк брав участь у формуванні загальнодержавних господарських планів й інвестиційних програм, одержанні від іноземних запозичень. Цей курс Шидляка також збігався з загальною лінією гереківського «перерваного десятиліття» — інвестиційного «розігріву» економіки, стимулювання зростання доходів населення з метою соціального маневрування.
У лютому 1980 року Ярошевича змінив на чолі уряду Бабюх. Шидляк залишив віцепрем'єрську посаду й очолив Центральну раду профспілок. Однак на чолі офіційного профруху Шидляк залишався лише пів року.
Шидляка нагороджено орденом Будівельників Народної Польщі, орденом «Прапор Праці» 1-го та 2-го класу, командорським хрестом ордена Відродження Польщі, медаллю «10-річчя Народної Польщі».

## Усунення від влади
Влітку 1980 року хвиля страйків змусила керівництво ПОРП й уряд ПНР піти на переговори з міжзаводськими страйковими комітетами. Були укладені Серпневі угоди, легалізована незалежна профспілка Солідарність. 6 вересня новим першим секретарем ЦК ПОРП замість Герека став Станіслав Каня. «Гереківські кадри» усувалися з партійно-державного апарату.
Уявлення Шидляка про поточні події були абсолютно неадекватні. Подібно до Герека, він щиро вважав, ніби страйки інспіровані Канею заради захоплення вищої посади, і Лех Валенса — лише «гвинтик у змові Кані». Поширення страйків з Балтійського узбережжя всією Польщею, особливо у Сілезії, Шидляк пояснював широким характером апаратної змови. Така версія пояснювалася, крім іншого, низькоякісною інформацією від Служби безпеки МВС. Міністр внутрішніх справ Станіслав Ковальчик запевняв, що Валенса повністю підконтрольний СБ — тоді як у секретному рапорті військової контррозвідки генералу Чеславу Кіщаку однозначно вказувалося: Валенса став некерованим і небезпечний для режиму.
Ще за Герека, 24 серпня, Шидляк перестав бути членом Політбюро, 26 серпня знято з профспілкового посту. На пленумі 6 жовтня виведено з ЦК «за помилки та підтримку волюнтаризму в економічній політиці». На IX надзвичайному з'їзді ПОРП у липні 1981 року Шидляка виключено з партії разом з Едвардом Гереком і групою його найближчих сподвижників. Дещо раніше він склав мандат депутата сейму. Позбавлено ордена Будівельників Народної Польщі.
У квітні ЦК заснував Комісію зі встановлення особистої відповідальності членів ПОРП на чолі з Тадеушем Грабським. Почалося й прокурорське розслідування корупції та зловживань в апараті Герека. Звинувачення за партійною, а потім і за кримінальною лінією висунули і Яну Шидляку. Комісія Грабського встановила за ним порушення під час будівництва будинку в Катовицях — недоплату за оздоблювальні роботи, покриття заборгованості коштом державної субсидії. При цьому зазначалося, що після виявлення Шидляк сплатив усе з власних коштів. Інші звинувачення стосувалися — особливо щодо отримання та використання західних кредитів.
За наступними оцінками, Шидляк тримався гідно (що характерно для залучених колишніх сановників). Він не перекладав провину на Герека й інших, розбирав звинувачення та надавав контрдокази.
Восени 1981 року вище партійне керівництво зробило ставку на силове придушення «Солідарності». ЦК ПОРП затвердив першим секретарем генерала Войцеха Ярузельського. Одночасно визріло політичне рішення про показовий процес над Гереком і його оточенням, у якому Шидляк посідав одне з перших місць.

## Інтернування й амністія
13 грудня 1981 року у Польщі введено воєнний стан. Влада перейшла до Військової ради національного порятунку під головуванням генерала Ярузельського. Міліція, ЗОМО, СБ й армія придушили страйки «Солідарності» та інтернували близько 10 тисяч опозиційних активістів. Одночасно підлягали ізоляції колишні керівники, які «несли відповідальність за кризу». До цієї групи, на чолі з Гереком, зараховувався і Ян Шидляк.
37 колишніх партійно-державних керівників інтерновано на армійському об'єкті у селищі Ґлембоке. Умови утримання були досить суворими, особливо у перші дні: холодні приміщення, мізерне харчування, принизливе поводження міліційної охорони. Герек з вдячністю згадував як Шидляк, розміщений з ним у двомісній кімнаті, допомагав йому при поганому самопочутті: завішував розбите вікно, влаштовував постіль. Після смерті Здзислава Грудзеня 30 січня тільки Ян Шидляк дозволив собі заявити претензії коменданту та сказати, що «людей, які перенесли два серцеві напади, не можна садити до в'язниці».
Усіх інтернованих екссановників, зокрема Ян Шидляк, звільнено до кінця 1982 року. Однак показовий процес ще готувався, причому Шидляк, Ярошевич, Вжащик і Тадеуш Пика розглядалися як головні обвинувачені за епізодами з нецільовим витрачанням валютних кредитів. Однак слідству не вдалося сформувати достатню доказову базу. У липні 1984 року сейм ухвалив закон про амністію в ознаменування 40-річчя ПНР.

## Приватне життя
Останні п'ятнадцять років Ян Шидляк жив приватним життям. У політиці не участі брав, від публічних виступів утримувався. У 1997 році, за пів року до смерті, указом президента Александра Квасневського його нагороджено медаллю «За багаторічне подружнє життя».
Помер Шидляк у віці 71 року, після усунення ПОРП від влади та перетворення ПНР на Третю Річ Посполиту. Похований у рідному місті Семяновиці-Шльонську з дружиною Марією.